# Lifan
Lifan Technology(Group) Co. Ltd é uma empresa de grande escala chinesa, no qual é focada na indústria automobilística.

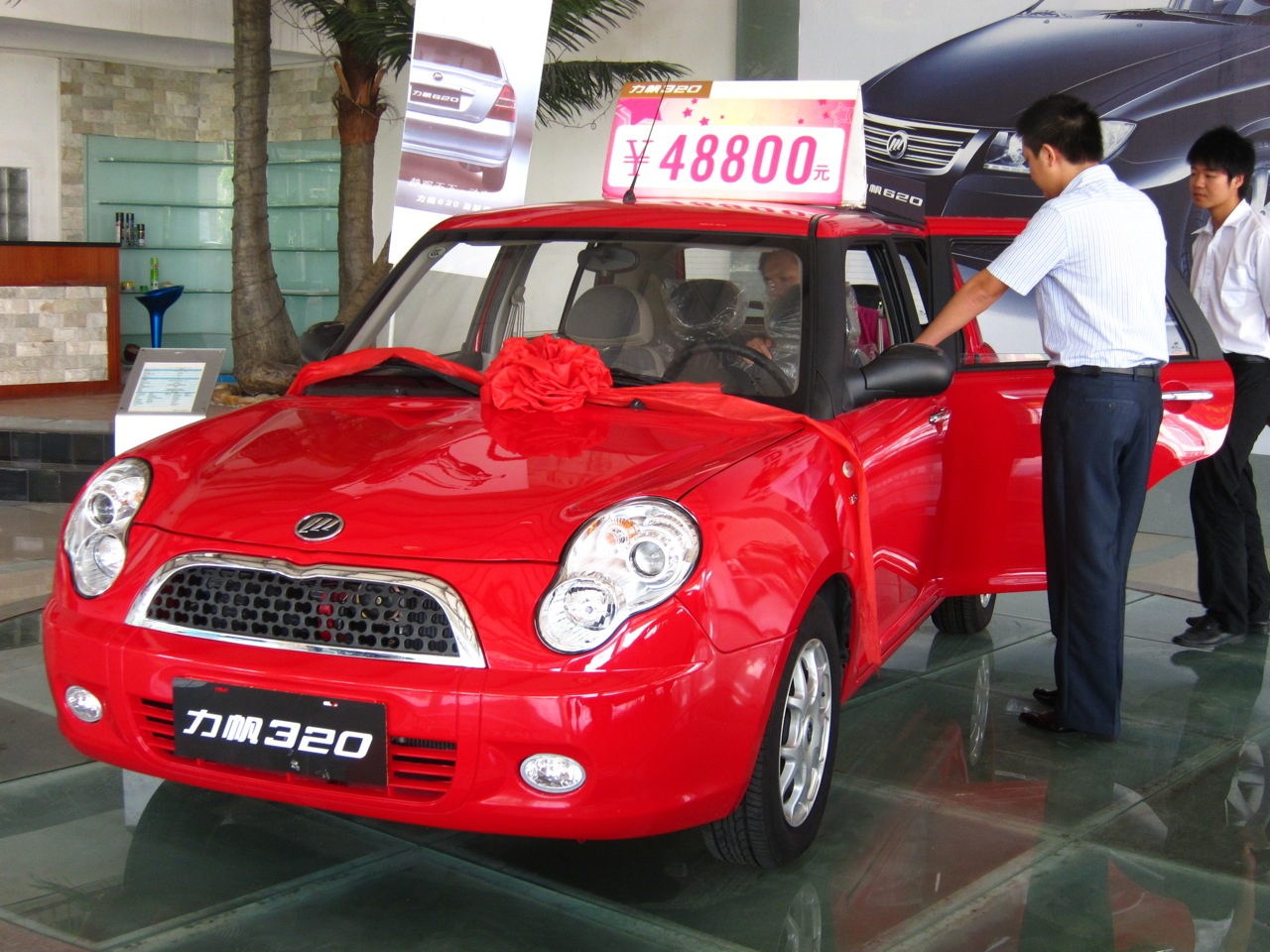
Carro Lifan 320 em uma concessionária na China

## A Empresa
A Lifan foi fundada por Yin Mingshan em 1992.
A empresa entrou na bolsa de valores de Xangai em 2010 , sendo a primeira do ramo automobilístico. 
Em 2009, o Grupo Lifan declarou um faturamento de 5,329 bilhões de yuanes.
Em 2012 a Lifan empregava aproximadamente 13.500 pessoas em fábricas no Vietnam, Tailândia, e Bulgária.
A Lifan tinha centros de agências e fábricas em todo o mundo, incluindo uma fabrica nos Estados Unidos. A também empresa tinha fábricas no Uruguai, Turquia, Tailândia, Vietnam e Mali, antes de entrar em recuperação judicial.
Assolada por uma forte crise financeira, problemas de gestão e produtos aquém dos rivais, a fabricante chinesa Lifan foi oficialmente declarada morta em Dezembro de 2020. A operação brasileira já estava cambaleante desde 2019, mas a derrocada da marca aconteceu na China.
Apesar de ser uma das mais antigas marcas do oriente, tendo iniciado sua trajetória com motocicletas, a Lifan não evoluiu rapidamente como concorrentes como JAC, Chery e Geely. As vendas foram baixando ano a ano, a falta de novidades pesou e a marca perdeu espaço.
Apesar de ter atuação global com operações no Brasil e em outros países emergentes, inclusive com produção no Uruguai, a Lifan parou de fabricar na China em Novembro de 2020. No mês anterior foram feitos apenas 145 carros somente na China, já que as outras fábricas estavam paralisadas há meses.
Estava claro que a situação da Lifan ia de mal a pior. Ela entrou com pedido de falência para o governo chinês após divulgar dívida de mais de 17,1 bilhões de yuan (R$ 13,3 bilhões), algo bem superior ao seu valor de mercado que, em setembro de 2020, era de 16,3 bilhões (R$ 12,7 bilhões).

## Lifan no Brasil
Em 2010 a Lifan assumiu a operação de sua marca no Brasil, cujos veículos eram até então importados e comercializados por um representante.Para suas primeiras vendas no Brasil a Lifan começou com seu carro Lifan 320 semelhante ao modelo da MINI mini cooper,o carro foi apresentado no salão do automóvel, São Paulo.
No ano de 2017 a empresa teve uma crise financeira que afetou seu mercado sul-americano, com sua crise financeira a empresa encerrou grande parte de suas atividades econômicas, mas a mesma disse que continuaria suas atividades econômicas no Brasil.  
Após o fim da produção de carros no Uruguai, em fevereiro de 2019, a Lifan passou a considerar a importação de novos carros diretamente da China. Mas isso não aconteceu. Com isso, a marca parava de vender veículos no Brasil, mesmo que não tenha anunciado publicamente.   

## Lifan ressuscita como Livan
Uma das primeiras marcas chinesas a chegar ao Brasil, a Lifan declarou falência em 2020 e agora, graças à ajuda da Geely, renasce das cinzas como uma marca de veículos elétricos acessíveis e com um novo nome: Livan. Nos próximos três anos, seis veículos elétricos da nova marca chegarão ao mercado. 
Recentemente, a holding Geely passou por muitas transformações. Em janeiro foi criada uma nova divisão chamada Ruilan Automobile, que encampou a marca de carros elétricos Maple e a empresa Lifan Technology, formada no final de 2020 após a aquisição da falida Lifan.
O perfil da nova divisão da Ruilan Automobile é produzir veículos elétricos relativamente simples e baratos. Mas como a marca chinesa Maple com seus três modelos disponíveis ainda continua na ativa, então decidiram abandonar o nome Lifan e reunir esses e os futuros lançamentos sob a marca Livan. 
Com um novo logotipo, a marca Livan já tem uma estratégia de curto prazo. Serão seis veículos elétricos lançados nos próximos três anos, todos eles com baterias substituíveis, em um modelo de negócio que vem crescendo de forma acelerada na China. Para isso, a Geely já abriu mais de 200 estações de substituição de baterias no país e pretende expandir rapidamente essa rede.

## Galeria

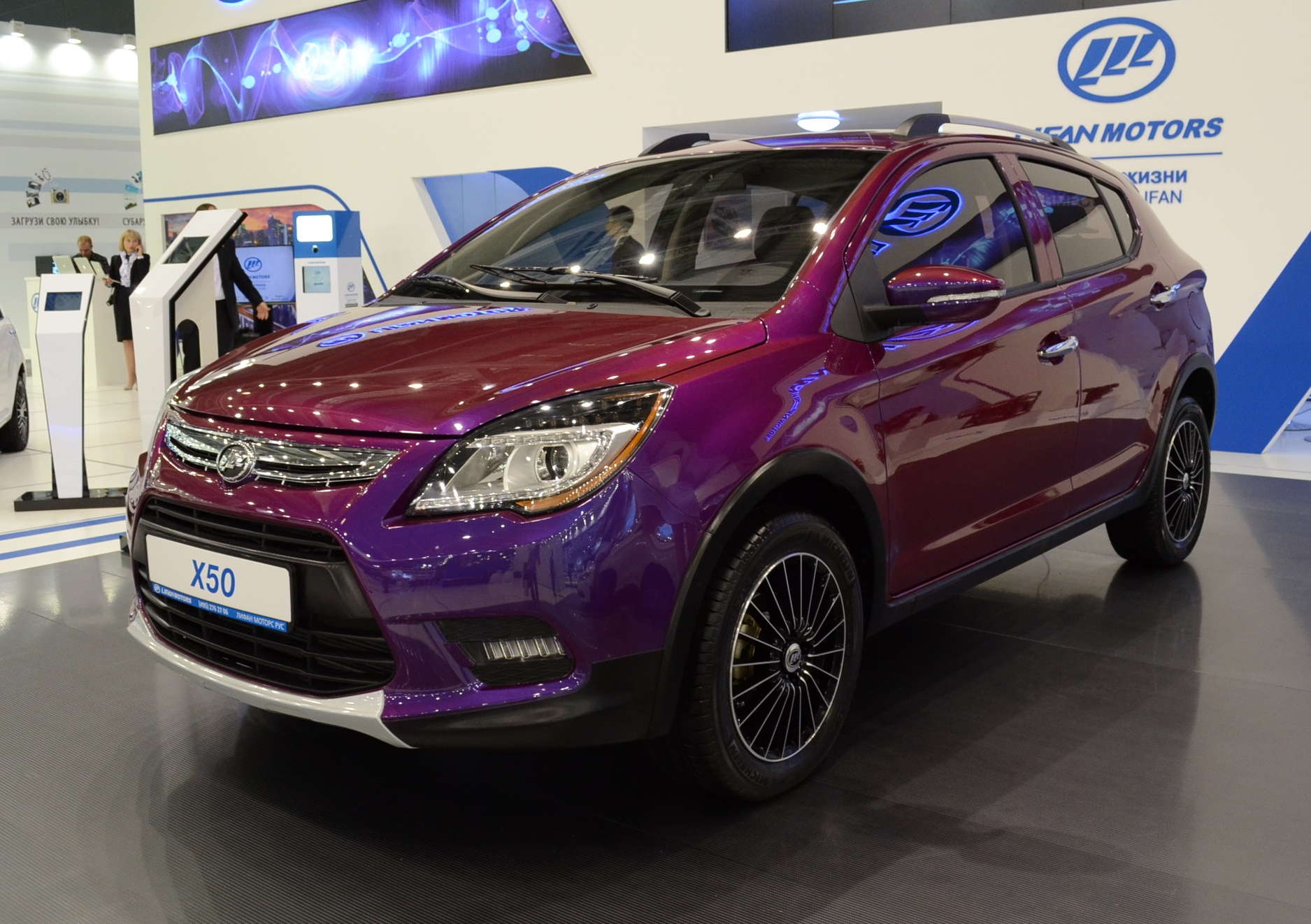
Lifan X50 apresentado no Brasil em 2014 em São Paulo
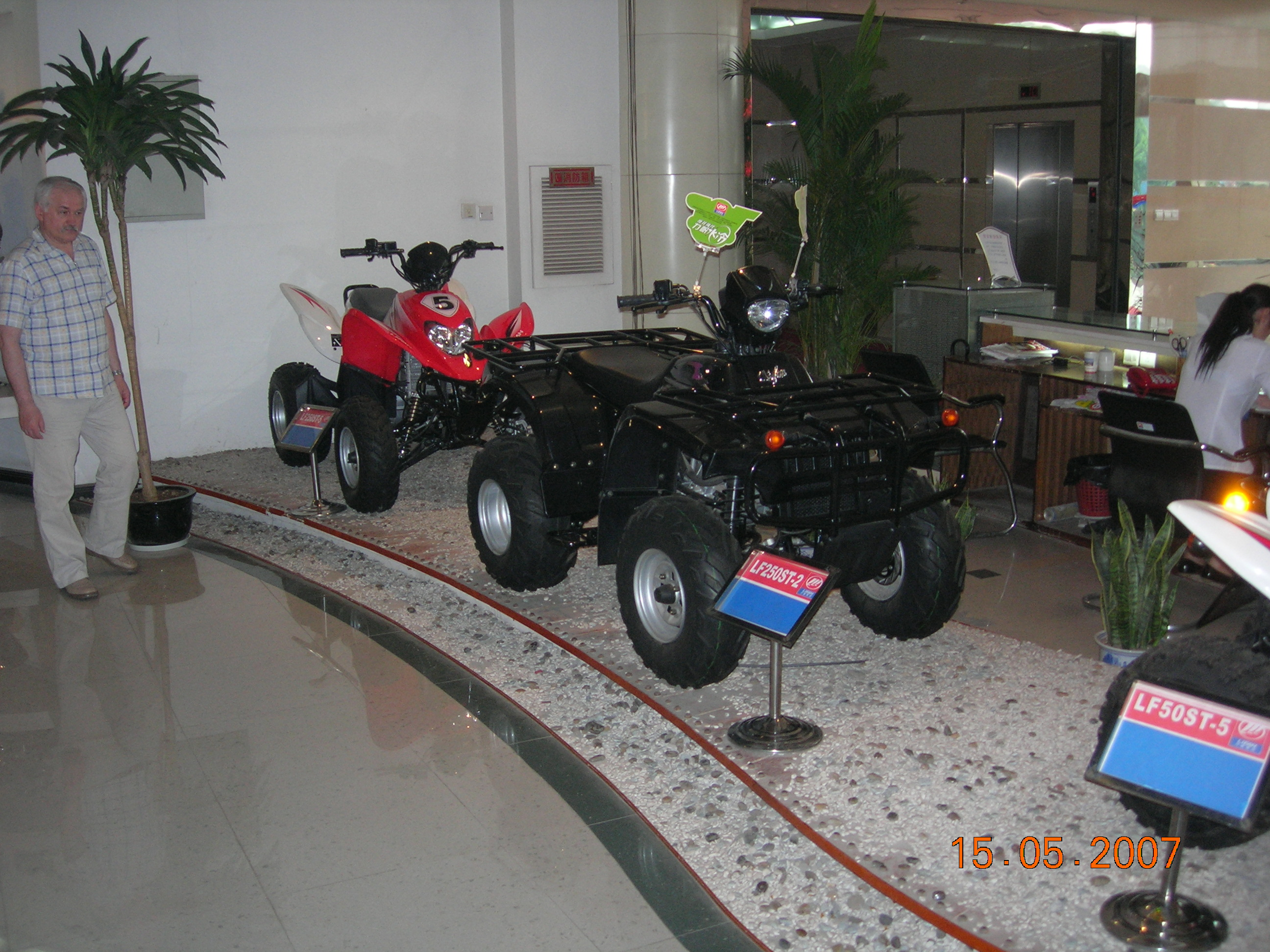
Quadriciclo Lifan
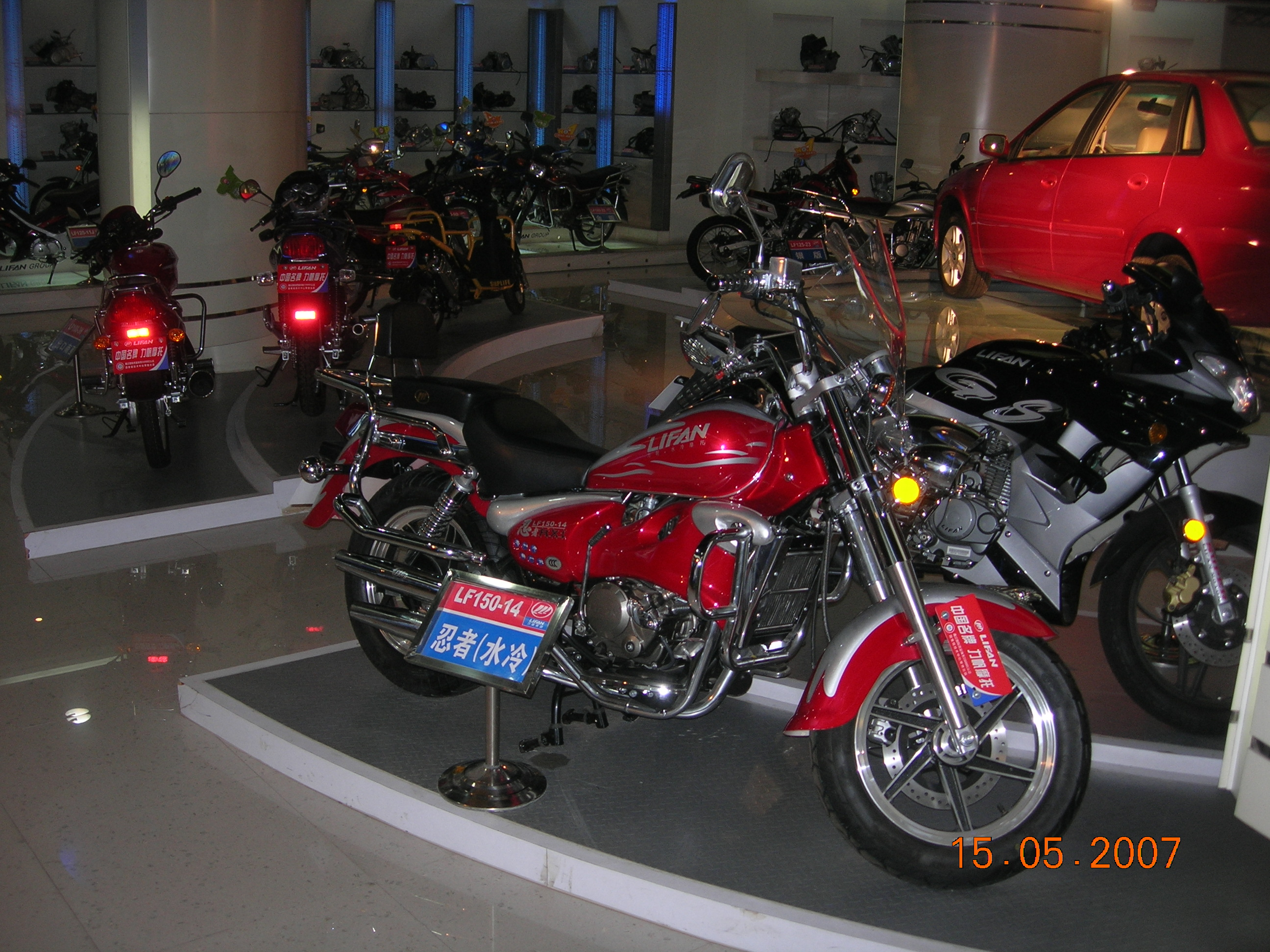
Motos da Lifan
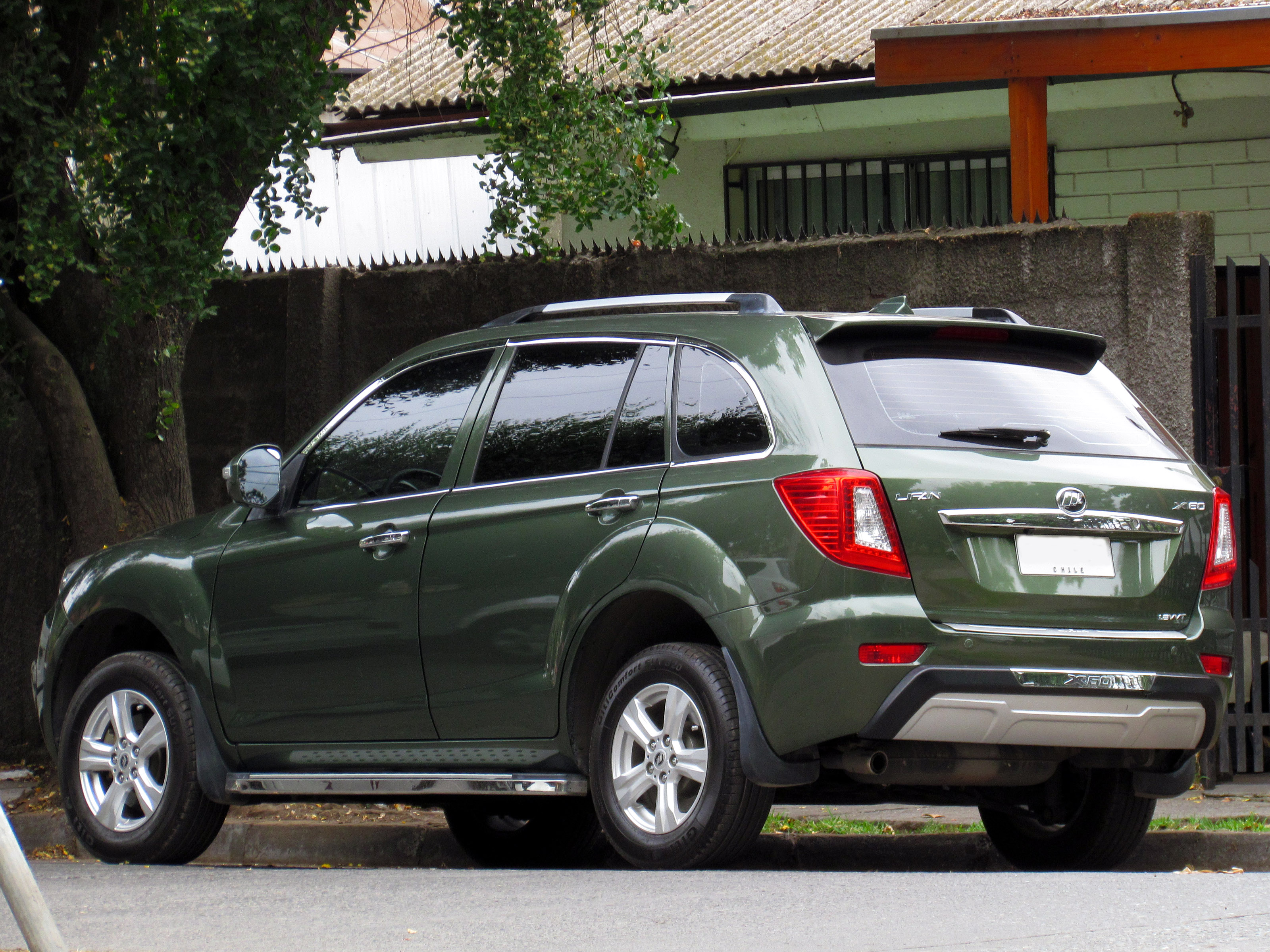
Lifan X60
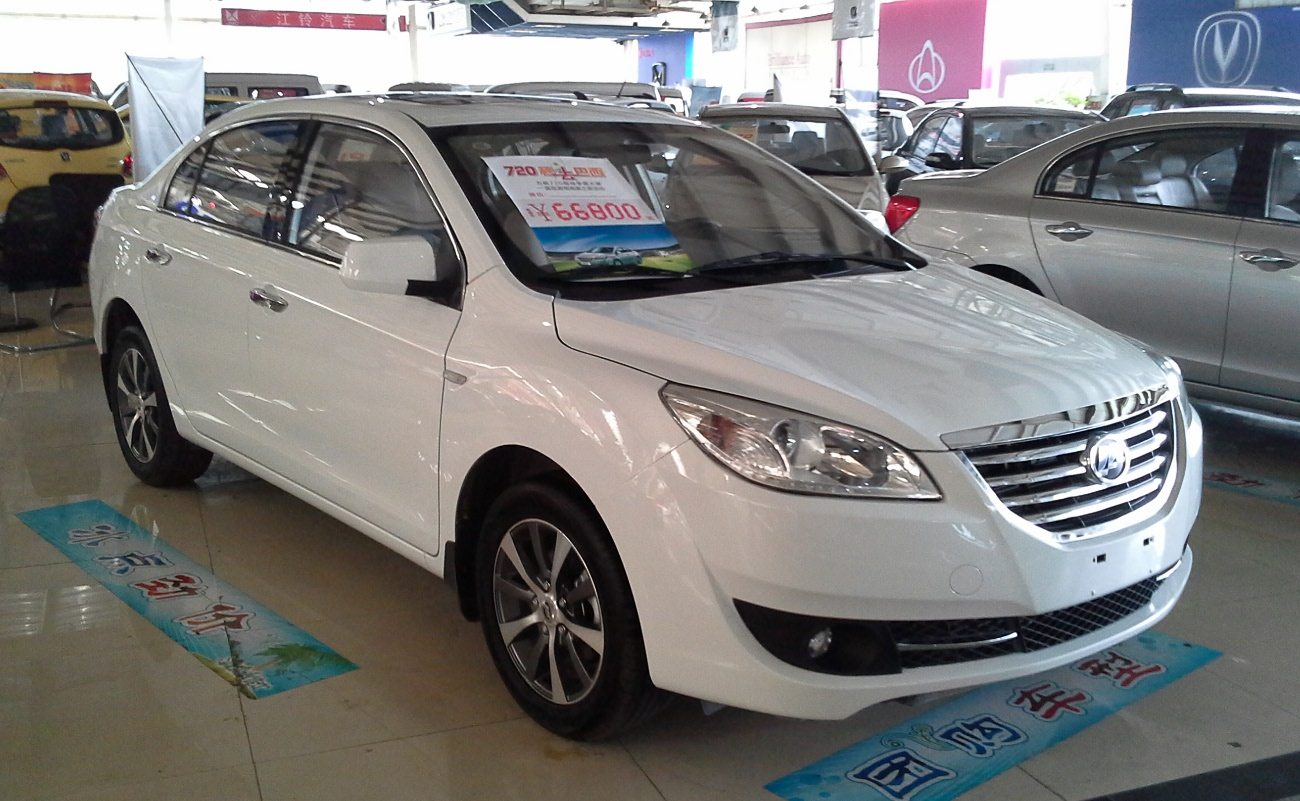
Lifan 720
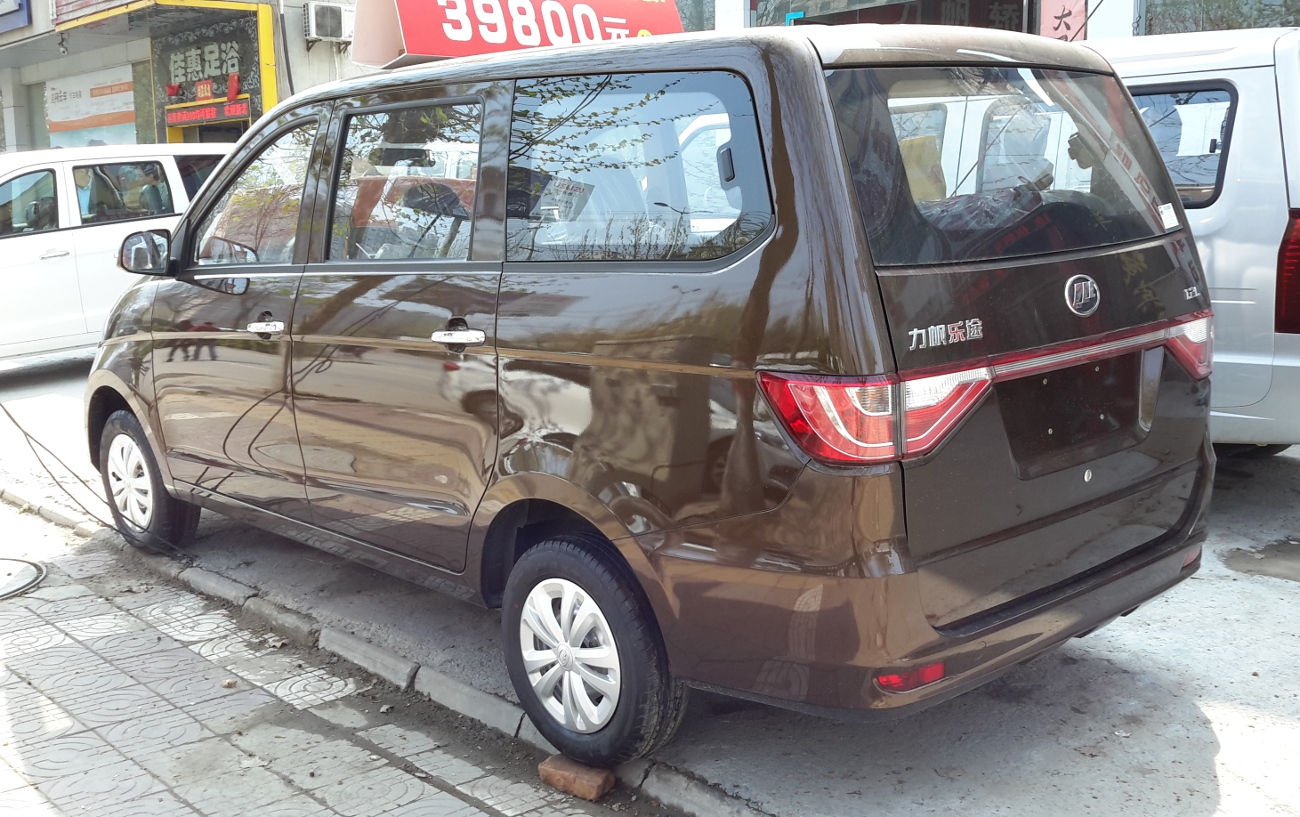
Lifan Lotto China 2016
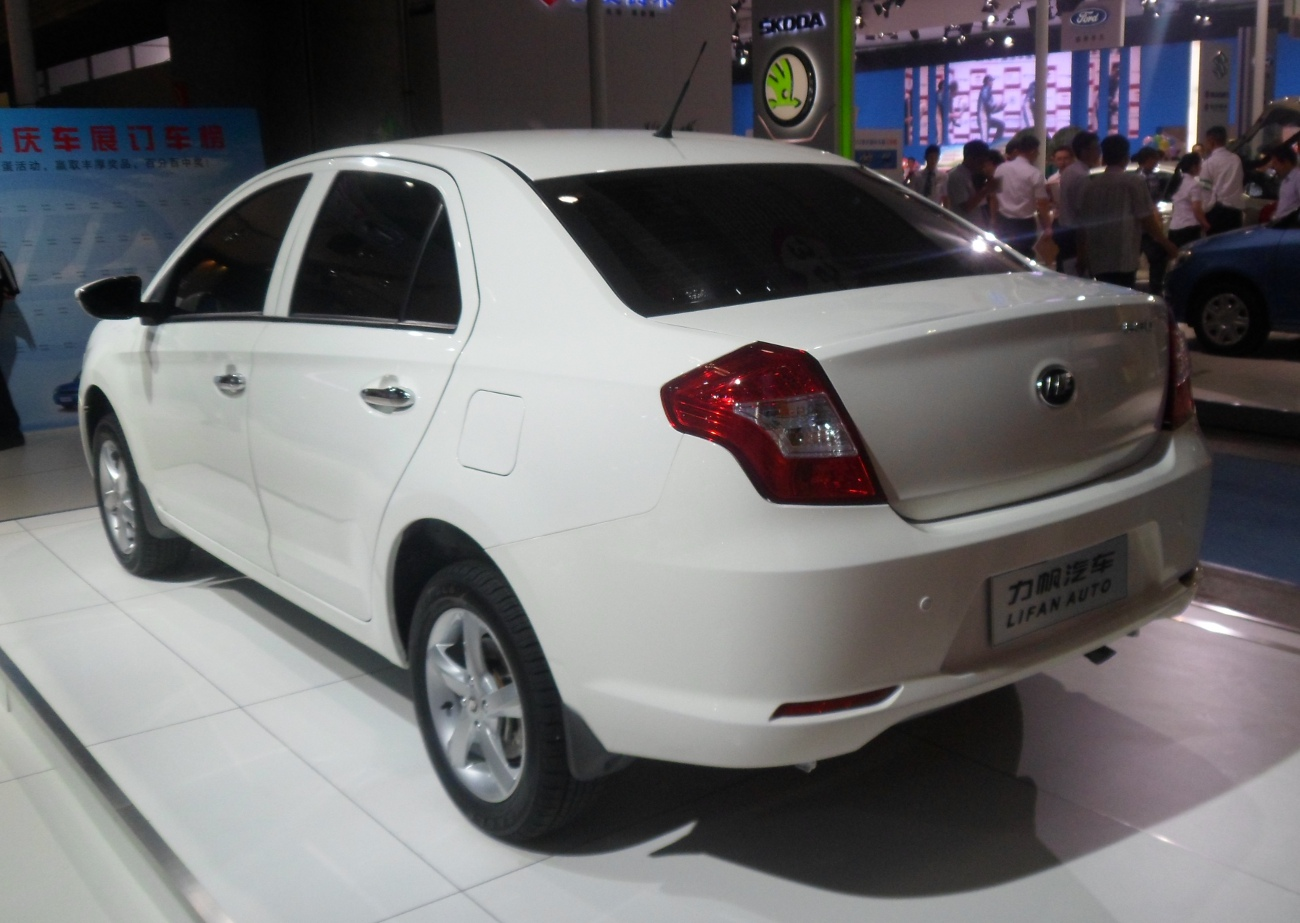
Lifan 530 Changai 2015
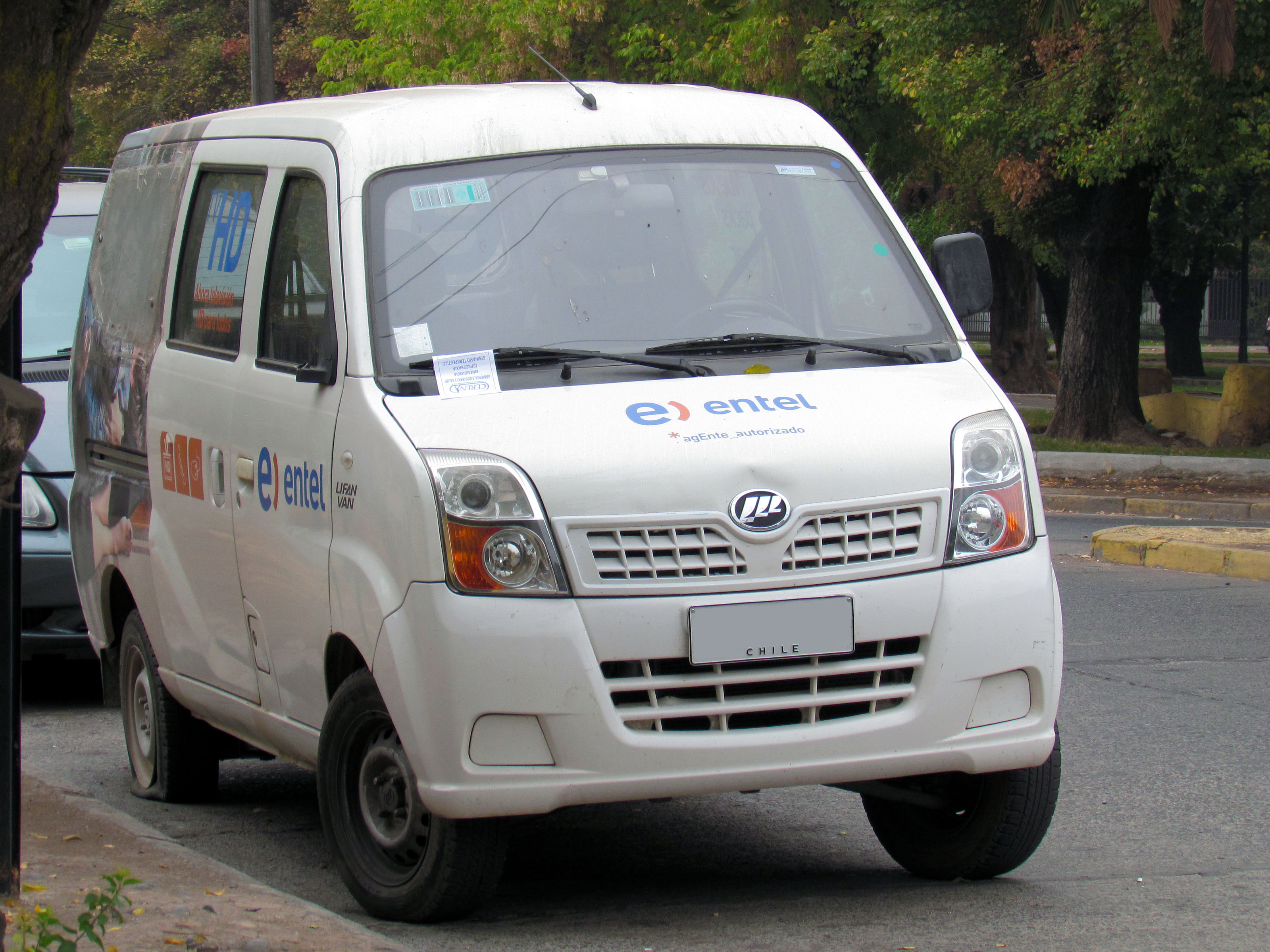
Lifan Foison mini bus
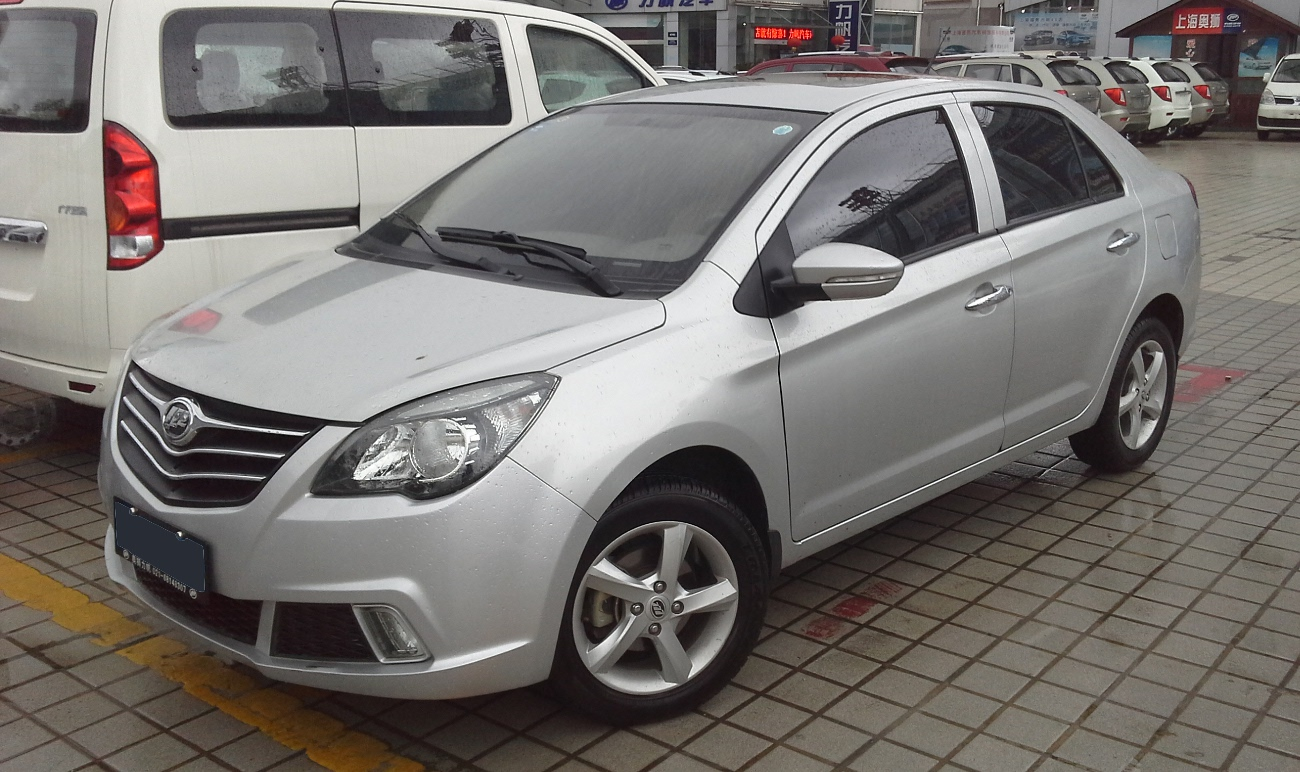
Lifan 530 2015
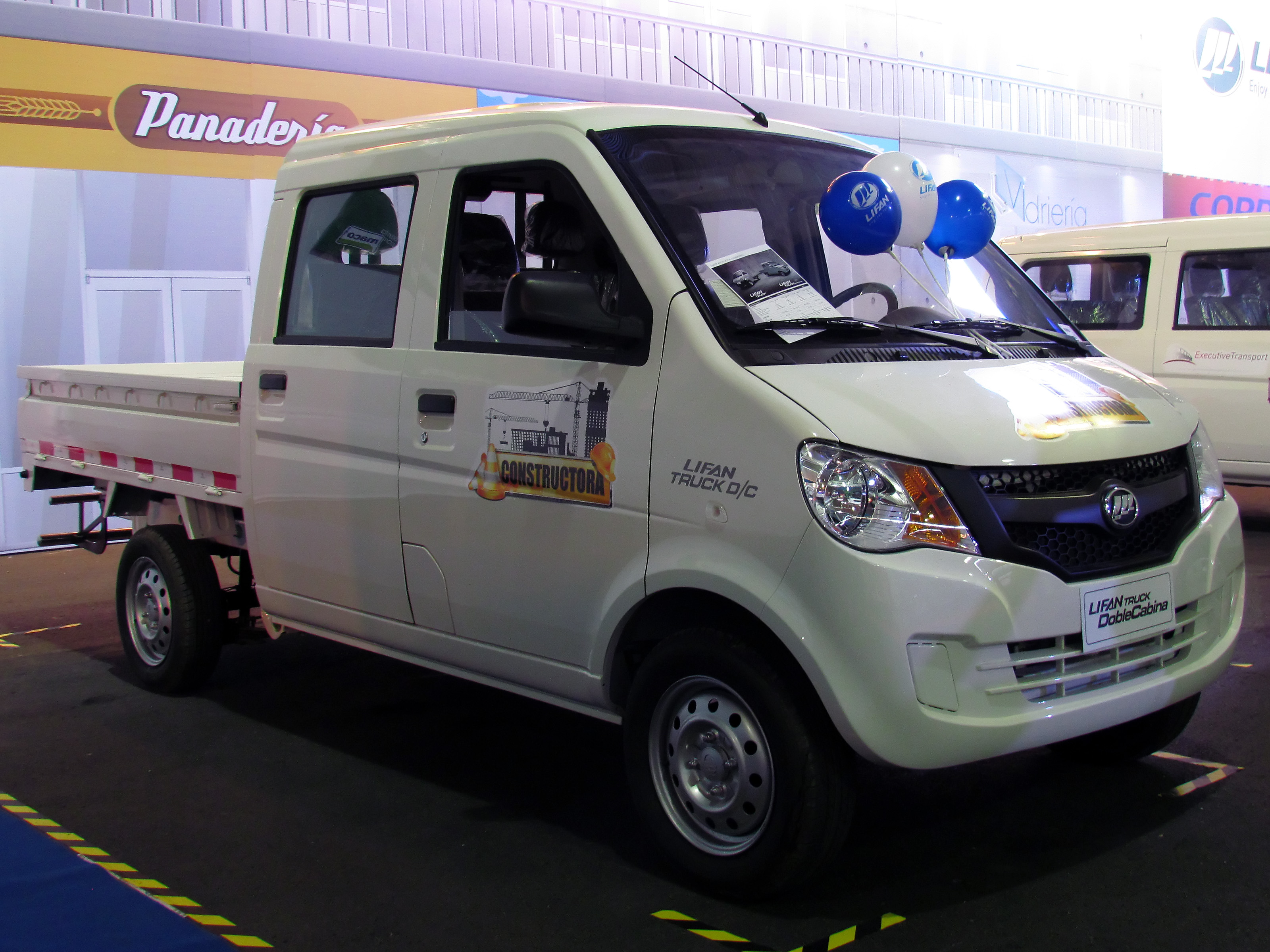
Lifan Foison mini-truck
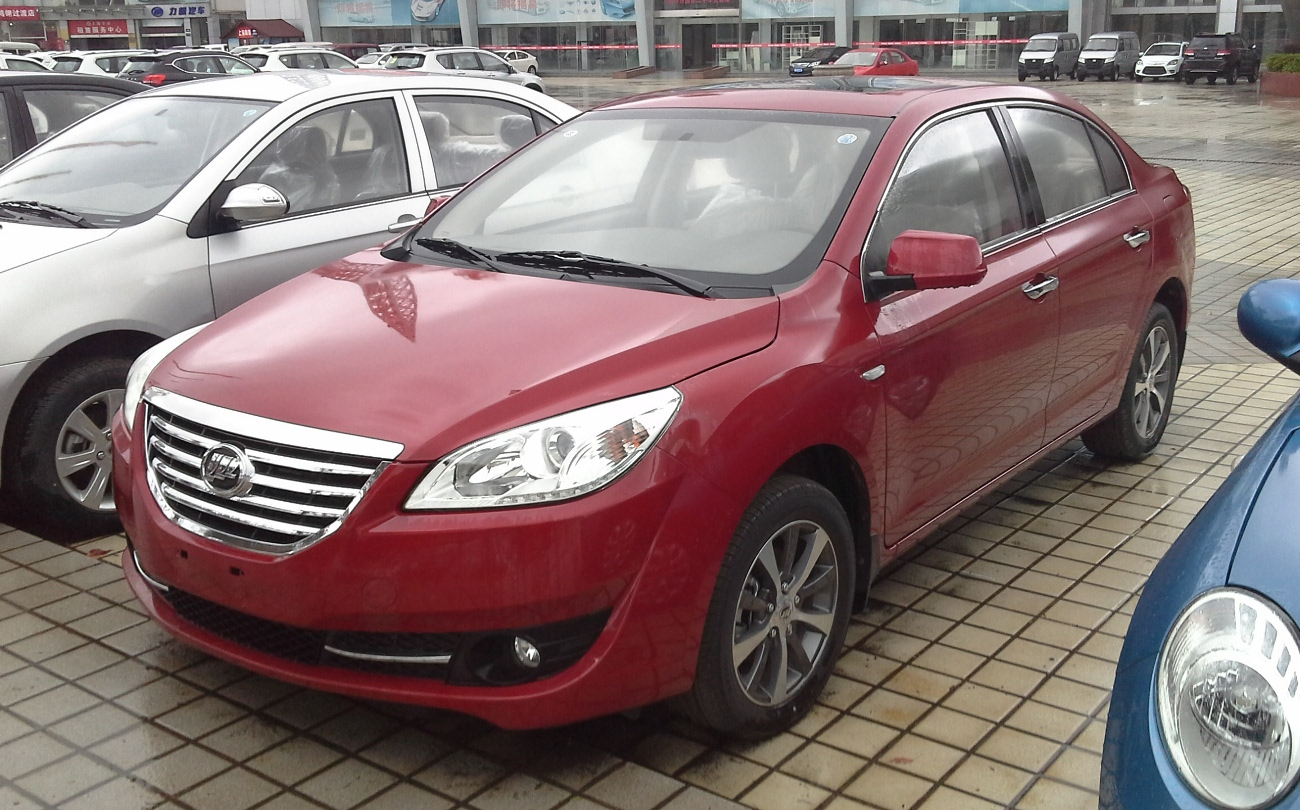
Lifan 720 vermelho